# Жеода

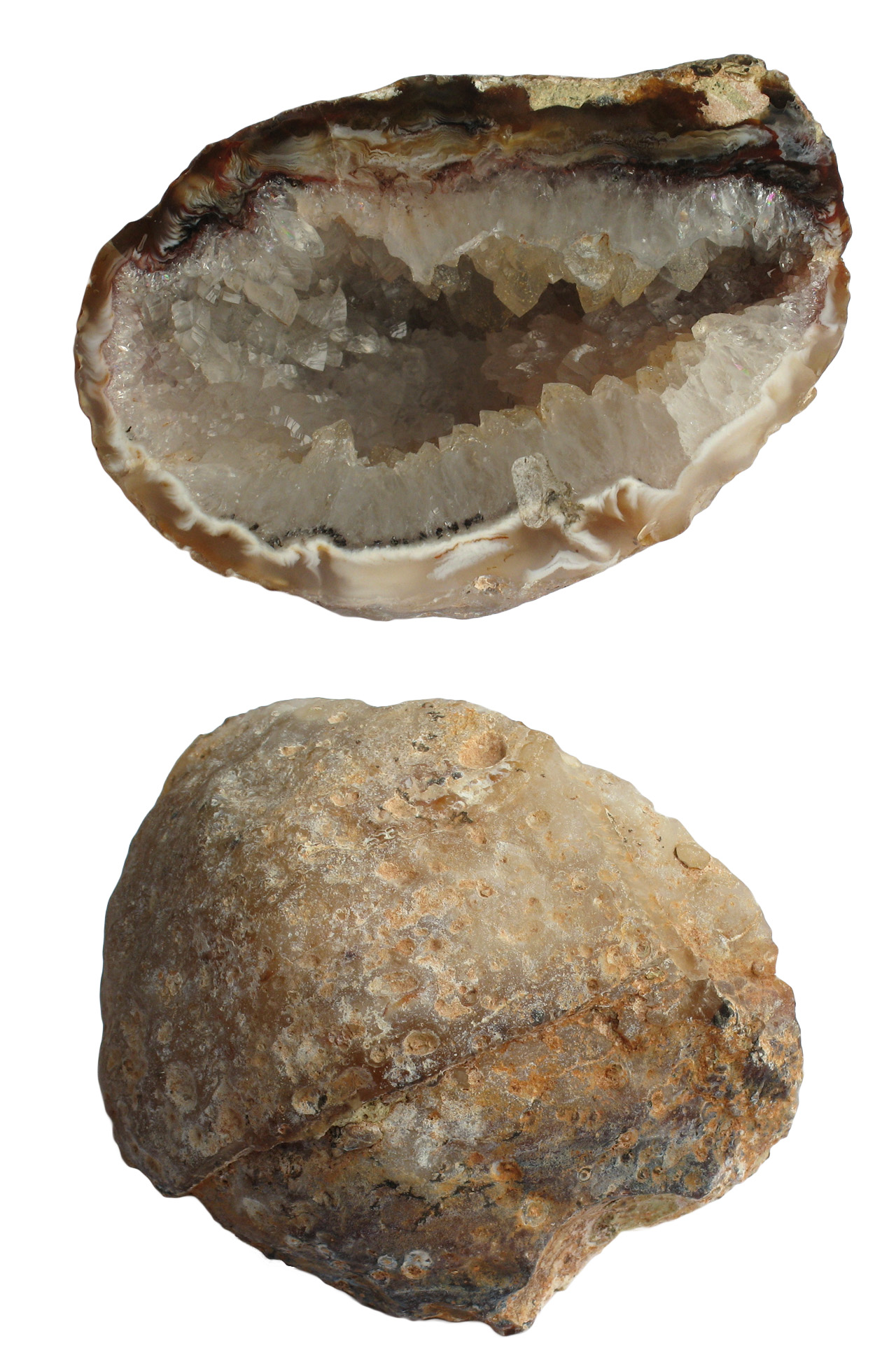
Внутрішній та зовнішній вигляд жеоди.

Жеода (Грецькою γεώδης — ge-ōdēs, «землеподібний», англ. geode, bug hole, crystal cave, нім. Geode, Sekretion) — округле або овальне мінеральне утворення, що виникло внаслідок заповнення
пустот в гірській породі мінеральною речовиною, яка відкладається від периферії до центру.

## Етимологія
Слово «geode» розшифровується як подібний до землі (від грецького geos = земля) і стосується круглої, схожої на землю форми каменю.
Близькі поняття:
- друза — мінеральний агрегат, що утворюється у порожньому просторі — тріщинах і порожнинах гірських порід. У друзі кристали одним кінцем прикріплені до певної поверхні, іншим — повернуті в бік порожнини[1].

- мигдалина — в геології — форма мінеральних тіл у вигляді невеликої круглої або еліпсоїдної секреції, що виникає внаслідок заповнення порожнини в ефузивних гірських породах.[2]

- «секреція» — в геології округле або овальне мінеральне утворення, що виникло в результаті заповнення порожнини в гірських породах кристалічною або колоїдною речовиною при гіпергенних і гідротермальних процесах. Секреції розміром до 10 мм у діаметрі називають мигдалинами, більші — жеодами.

- конкреція — мінеральні утворення переважно кулястої (або близької до неї) форми з внутрішньою радіально-волокнистою і концентричною будовою.[3].

## Загальні характеристики
Розміри жеоди в поперечнику становлять до 1 м і більше.
Розрізняють агатові, кварцові, халцедонові, кальцитові, баритові, целестинові та інші жеоди.
У жеодах мінеральна речовина відкладається від стінок до центру, а в разі ритмічності процесів надходження мінеральної речовини утворюються концентричні зональні шари (наприклад, в агатах) або нашаровуються одна на іншу друзові кірки. Поверхня внутрішньої порожнини жеоди може бути утворена кристалами, ниркоподібною кіркою, сталактитоподібними натіканнями й іншими мінеральними агрегатами. Найбільші жеоди можуть досягати в діаметрі більше 1 м. Маленькі жеоди називаються мигдалинами (мінімальна величина — менше 1 см).
Особливо часто зустрічаються жеоди, що складаються з мінералів групи кварцу.
Жеоди утворюються як у вулканічній, так і в осадовій гірській породі.

## Утворення у вулканічній породі
Під час потоку лави при температурі від 800 до 1200 °C леткі компоненти розплавленої породи вивільняються і спочатку утворюють невеликі бульбашки газу. Хоча ці бульбашки ще деякий час залишаються рухливими в більш гарячому ядрі лави і можуть з'єднуватися з більш-менш великими порожнинами, коли вони мігрують до поверхні, вони відносно швидко фіксуються в областях країв, які швидше охолоджуються, і залишаються маленькими, переважно круглими або лінзоподібної форми. Діаметр бульбашок і пізніших жеод може становити від кількох сантиметрів до кількох метрів. Одна з найбільших відомих жеод, виявлена наприкінці 1999 року в долині Міна-Куїн Пенсари (Міна-Ріка) поблизу Пульпі в Іспанії, у складі автономної спільноти Андалусія, у провінції Альмерія, вистелена великими, ідеальними та прозорими кристалами гіпсу (скло Марії), має форму овалу діаметром 1,8 × 1,7 метра, довжиною 8 метрів (внутрішні розміри) і може вмістити до 10 дорослих людей.
При подальшому охолодженні приблизно до 400 °C, залежно від складу вулканічного газу, він конденсується в агресивні, частково водні (гідротермальні) розчини, які атакують і розкладають навколишню породу. Таким чином, з одного боку, створюються крихітні сполучні канали між бульбашками, а з іншого боку, із компонентів розчину осаджуються перші мінеральні наповнювачі в жеодах. Подальші гідротермальні процеси, що підживлюються безперервними вулканічними та тектонічними процесами в надрах Землі, продовжують роботу із заповнення порожнини, поки врешті-решт, через кілька десятків до сотень мільйонів років, не утворюються друзи з частковим мінеральним заповненням і порожниною, що залишається в центрі або повним мінеральним заповненням.
Край охолодженого лавового потоку, який складається з багатьох менших і більших затверділих газових бульбашок (жеод), також відомий як мигдаликовий камінь. У поперечному перерізі лавовий потік складається з вільного від газу компактного ядра, яке з усіх боків вкрите шаром мигдаликового каменю.

## Осадові жеоди
Жеоди можуть виникати в просторі осадової формації осадами з порової води та з протічних вод навколо ядра осадження, яке зазвичай складається з органічних залишків. Осади викликані різницею значень рН навколо ядра кристалізації, яке зазвичай кам'яніє в процесі жеодотворення. Відкладення здебільшого концентричне і відображає зміну умов відкладення під час утворення порід. Жеоди часто можна спостерігати в осадовій зоні, карбонатні мінерали, пірит або марказит і різні різновиди кварцу також беруть участь у структурі жеод. Як і септарії, жеоди генетично належать до конкрецій.

## Розповсюдження
Жеоди утворюються там, де є відповідні геологічні умови. Багато комерційно цінних жеод надходять із Бразилії, Уругваю, Намібії та Мексики. Великі жеоди з аметистовими лініями є характерною рисою базальтів з трапів Парана-Етендека, знайдених у Бразилії, Уругваї та Намібії. Жеоди поширені в деяких формаціях Сполучених Штатів (переважно в Індіані, Айові, Міссурі, західному Іллінойсі, Кентуккі та Юті). В Орегоні їх називають «грозовими яйцями». Жеод також багато на пагорбах Мендіп у Сомерсеті, Англія, де вони відомі місцевим жителям як «картопляні камені».